# Bob Brown (fumettista)
William Robert Brown, detto Bob (22 agosto 1915 – 29 gennaio 1977), è stato un fumettista statunitense.
Autore prolifico, attivo nel periodo della Golden Age e della Silver Age dei comics, Brown ha lavorato in numerosissime testate di successo sia della DC Comics (Action Comics, Detective Comics, The Brave and the Bold e Challengers of the Unknown tra le altre) che della Marvel (Daredevil, I Vendicatori, Warlock).

## Biografia e carriera
Bob Brown si laurea all'Hartford Art School e alla Rhode Island School of Design, inizia a lavorare nel mondo dei comics durante gli anni Quaranta.
Si occupa principalmente delle matite ma anche delle chine, inchiostrando negli anni i disegni di moltissimi grandi autori del fumetto USA.
La prima attività importante è col personaggio western chiamato Vigilante che era in appendice alla testata di Superman Action Comics (disegna quasi tutti gli albi dal # 153 al 185, nel periodo 1951-1953).
Con i testi di Edmond Hamilton (scomparso pochi giorni dopo Brown) e Gardner Fox, ha creato graficamente il personaggio di Space Ranger apparso per la prima volta in Showcase # 15 (luglio 1958) e in seguito su Mystery in Space.
Seguono poi i lavori su Detective Comics, The Brave and the Bold, Daredevil, I Vendicatori e Challengers of the Unknown (subentrando a Jack Kirby e Wally Wood alle copertine della testata dal # 9, 1959).
È morto di leucemia dopo una lunga malattia.